# Distretto di Plieningen
Il distretto di Plieningen è un distretto di Stoccarda.